# Heinrich Werner (Widerstandskämpfer)
Heinrich Werner (* 5. Mai 1906 in Lennep; † 15. Januar 1945 in Brandenburg-Görden) war ein deutscher Widerstandskämpfer.

## Leben
Heinrich Werner wurde in Lennep im Bergischen Land geboren. Später zog er nach Berlin und studierte Kunstgeschichte. Er war u. a. am Herder-Realgymnasium als Lehrer tätig.
1940 wurde er zur Wehrmacht einberufen und bei der Nachrichtentruppe eingesetzt. Anfang 1944 wurde er vom Oberkommando zur Wehrmachtpropaganda versetzt und dort Sachbearbeiter für sowjetische Propaganda und die deutschen Gegenmaßnahmen.
1944 traf er sich mit früheren Schülern, die ihn mit der Widerstandsgruppe um Anton Saefkow bekannt machten. Er informierte die Gruppe über Ereignisse an der Front und übergab ihnen dienstliche Unterlagen für die Widerstandsarbeit.
Am 8. Juli 1944 wurde er verhaftet und am 18. September 1944 vom Volksgerichtshof verurteilt. Das Todesurteil wurde am 15. Januar 1945 im Zuchthaus Brandenburg-Görden vollstreckt.